# Jean Cathala
Jean Cathala est un chanteur, compositeur et cornettiste français, actif dans les années 1645-1680.

## Biographie
Sa carrière commence et finit à Paris, mais s’est aussi déroulée à Amiens et Auxerre.

### Paris
Une mention du 17 février 1646, suivie d’une autre du 28 mai 1650, indique qu’il est clerc et chantre (voix de taille) en la Sainte-Chapelle du Palais et qu’il y joue aussi du cornet. Comme il apparaît aussi dans les registres de Notre-Dame à pareille époque (employé à 16 sous par jour d'après un acte du 2 juillet 1649, et en 1652).

### Amiens
Il apparaît ensuite comme maître de chapelle de la cathédrale d’Amiens et, le 2 octobre 1656, le chapitre de la cathédrale lui confère la chapelle vicariale de Saint-Quentin, qui avant lui avait été donnée à Jean Patte puis Valentin de Bournonville. Il démissionne de son poste d’Amiens le 13 novembre 1658, probablement à cause d’une mésentente avec le chapitre, et le chapitre lui enjoint quelques jours après de libérer la place avant la Saint-André suivante (30 novembre). Son successeur sera François Cosset, comme lui un compositeur de messes.

### Auxerre
À Auxerre, Cathala succède à Annibal Gantez comme maître de chapelle de la cathédrale. Il y est en août 1663, au moment où il donne au chapitre de la cathédrale de Troyes un exemplaire de sa messe Inclina cor meum en reconnaissance du don à lui fait par le chapitre pour avoir joué du cornet à la fête de Saint-Pierre à la cathédrale de Troyes :
A esté agréé une messe en musicque composée par Maistre Jean Cathala Maistre de musicque en l'Eglise d'Auxerre et excellant joueur de cornet à bouquin intitulée Inclina cor meum deus, présentée de sa part en recognoissance du don qui lui fust faict par ce chapitre le trente juin dernier à cause de son assistance à la feste de Sainct Pierre à laquelle il joua dudict cornet. Laquelle messe a esté remise es mains de Me Jacques Michel Maistre de musique de ceste eglise pour la faire chanter au premier jour.

### Paris
Cathala semble s’en être retourné à Paris à une date inconnue : c’est probablement lui le « Cathalas », chantre ordinaire de l’église de Paris, qui assiste le 27 février 1673 aux funérailles du fils de Louis Gingart, ordinaire de la musique du roi et de la reine, et qui demeure rue des Marmousets (paroisse de la Madeleine). Le 31 décembre 1679, il est dit enseignant la musique à Paris alors qu’il est témoin du mariage d’un officier de l’archevêque de Paris.

## Œuvres

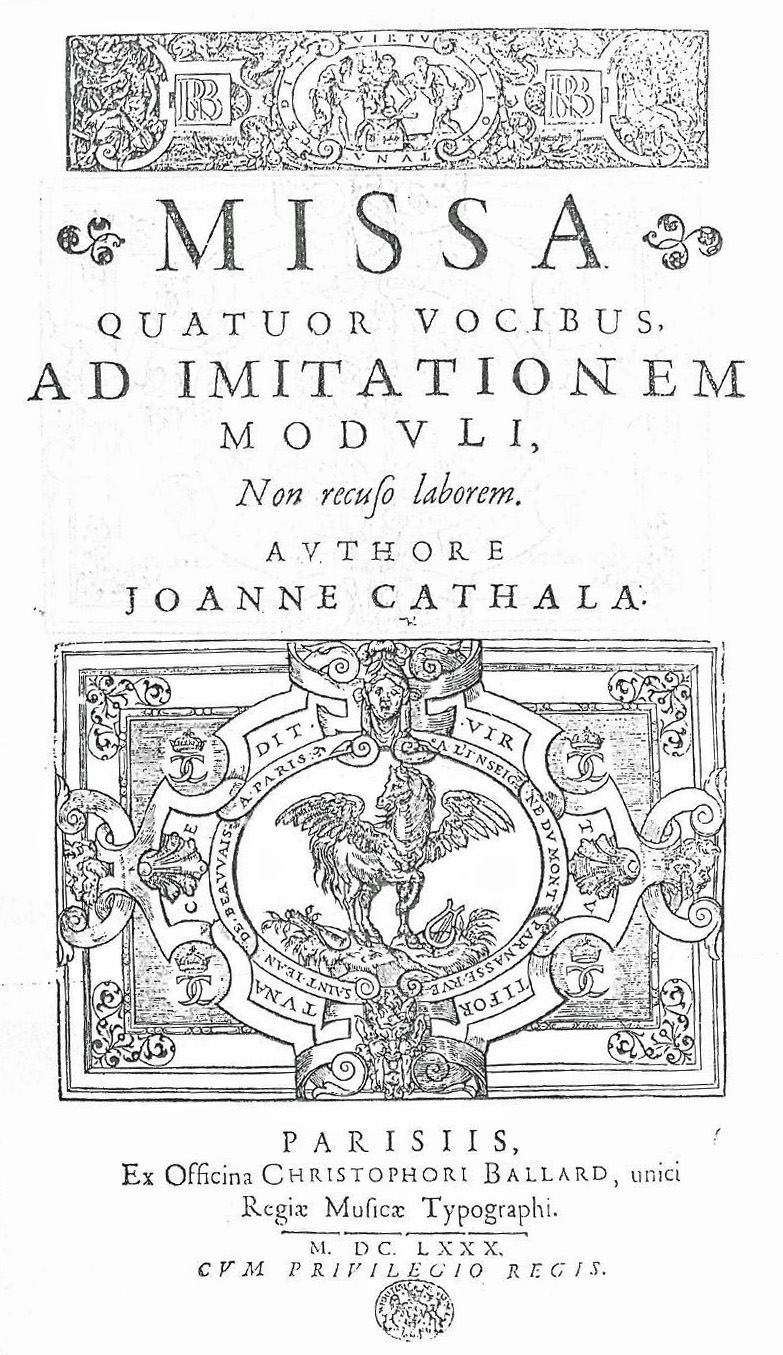
Page de titre de la messe Non recuso laborem de Jean Cathala (Paris : 1680). (c) London BL.

Les seules œuvres connues de Cathala sont sept messes, toutes publiées à Paris par Robert III Ballard puis Christophe Ballard. Seules deux d’entre elles ont été retrouvées. Leur écriture est intéressante, avec des mélodies assez développées et un contrepoint assez élaboré : Cathala peut être considéré comme un des compositeurs de messes les plus intéressants de sa période.
- Missa Inclina cor meum Deus, 4 v. Paris : Robert III Ballard, 1663 ou fin 1662. Guillo 2003 n° 1663-F.

Édition perdue, dont l’existence est révélée par les registres capitulaires de l’église cathédrale de Troyes.
La seconde édition paraît chez Christophe Ballard en 1678 mais est également perdue. Elle est révélée par les catalogues de la maison Ballard et les notes de Sébastien de Brossard.
- Missa Laetare Jerusalem, 5 v. Paris : Robert III Ballard, 1666. Guillo 2003 n° 1666-H.

Édition perdue, dont l’existence est révélée par les notes de Sébastien de Brossard et les catalogues de la maison Ballard.
- Missa In luce stellarum, 5 v. Paris : Robert III Ballard, 1670. Guillo 2003 n° 1670-B.

Édition perdue, dont l’existence est révélée par les notes de Sébastien de Brossard et les catalogues de la maison Ballard.
- Missa Ecce quam bonum, 4 v. Paris : Robert III Ballard, vers 1660-1670 ? Guillo 2003 n° ND-23.

Édition perdue, dont l’existence est révélée par les catalogues de la maison Ballard. Elle aurait aussi pu paraître au début de la carrière de Christophe Ballard.
- Missa Nigra sum, sed formosa, 5 v. Paris : Christophe Ballard, 1678. 2°, 20 f. RISM C 1522.

Cette messe est intégralement composée (et imprimée) en notes noires, en allusion à son titre (repris du début du Cantique des cantiques).
- Missa Non recuso laborem, 4 v. Paris : Christophe Ballard, 1680. 2°, 18 f. RISM C 1523.
- Missa sillabica pleno-cantu quatuor vocum ad imitationem moduli. Paris : Christophe Ballard, 1683.

Édition perdue, connue par les notes de Sébastien de Brossard et les catalogues de la maison Ballard.